# Amphisbetetus favillaceus
Amphisbetetus favillaceus är en tvåvingeart som först beskrevs av Friedrich Hermann Loew 1856.  Amphisbetetus favillaceus ingår i släktet Amphisbetetus och familjen rovflugor. Inga underarter finns listade i Catalogue of Life.